# Bryan Barley
Pour les articles homonymes, voir Barley.
Pas d'image ? Cliquez ici

a Compétitions nationales et continentales officielles uniquement.

b Matchs officiels uniquement.
Dernière mise à jour le 22 avril 2023.
Bryan Barley, est né le 4 janvier 1960 à Wakefield (Angleterre). C’est un joueur de rugby à XV, qui joue avec l'équipe d'Angleterre de 1984 à 1988, évoluant au poste de centre. 

## Carrière

### En équipe nationale
Il obtient sa première cape internationale le 18 février 1984, à l’occasion d’un match contre l'équipe d'Irlande, et ses trois dernières lors de la tournée de l'Angleterre en Australie et aux Fidji, en 1988.

## Palmarès
- 7 sélections avec l'équipe d'Angleterre
- Sélections par année : 4 en 1984, 3 en 1988
- Participation au Tournoi des Cinq Nations 1984